# كورت براونينج
كورت براونينج هو متزلج فني ومعلق رياضي كندي، ولد في 18 يونيو 1966 في روكي ماونتن هاوس ‏ في كندا.

## وصلات خارجية
- كورت براونينج على موقع الاتحاد الدولي للتزلج (الإنجليزية)
- كورت براونينج على موقع اللجنة الأولمبية الدولية (الإنجليزية)
- كورت براونينج على موقع أوليمبيديا (الإنجليزية)
- كورت براونينج على موقع اللجنة الأولمبية الكندية (الإنجليزية)
- كورت براونينج على موقع قاعة كندا للمشاهير الرياضية (الإنجليزية)
- كورت براونينج على موقع IMDb (الإنجليزية)
- كورت براونينج على موقع الموسوعة البريطانية (الإنجليزية)
- كورت براونينج على موقع قاعدة بيانات الفيلم (الإنجليزية)